# Acidente do An-26 da Força Aérea Russa em 2018
Em 6 de março de 2018, uma aeronave de transporte Antonov An-26 caiu ao se aproximar da base aérea de Khmeimim, na Síria, matando todas as 39 pessoas a bordo. Todos eles eram militares das Forças Armadas Russas, incluindo o Major-General Vladimir Yeremeyev.

## Aeronave
A aeronave do acidente era um Antonov An-26, prefíxo RF-92955, msn 10107. Ele voou pela primeira vez em 1980. Este acidente é o décimo quinto acidente fatal com An-26 nesta década, com um total de 159 mortes, nenhum desses voos eram operações regulares de passageiros.

## Acidente
Por volta das 14:00 hora local (12:00 UTC), o russo Antonov An-26 caiu cerca de 500 m (1,640 ft) da pista. A causa preliminar foi atribuída ao mau funcionamento técnico. Com base em relatórios do local, o Ministério da Defesa russo descartou a possibilidade de que ele tenha sido abatido. O Comitê de Investigação da Rússia e o Ministério Público Militar da Rússia abriram processos criminais relativos ao acidente.
O grupo militante islâmico Jaysh al-Islam posteriormente assumiu a responsabilidade pelo acidente; de acordo com Ad-Diyar, cinco militantes atiraram contra a aeronave com metralhadoras pesadas quando ela estava a 100 m do solo. Foi sugerido que a afirmação pode ser falsa, visto que o grupo fez afirmações oportunistas no passado, assim como alguns outros grupos.

## Causa
A aeronave voou na aproximação final com vento de cauda e foi pega pelo "windshear" no final. Ele inclinou-se, perdeu altura e caiu cerca de 500 metros antes da cabeceira da pista.